# Schoenoplectus
Schoenoplectus és un gènere amb unes 80 espècies de plantes de flors pertanyent a la família Cyperaceae amb una distribució cosmopolita. El gènere Schoenoplectus està estretament relacionat amb Scirpus.

## Espècies seleccionades
- Schoenoplectus acutus
- Schoenoplectus californicus - Amèrica.
  - Schoenoplectus californicus ssp. tatora - Boga.
- Schoenoplectus lacustris
- Schoenoplectus heterochaetus
- Schoenoplectus hudsonianus
- Schoenoplectus lacustris
- Schoenoplectus mucronatus
- Schoenoplectus pungens